# The Wonder Years (gruppo musicale)
I The Wonder Years sono un gruppo musica pop punk/alternative rock statunitense formatasi nel 2005 a Lansdale, in Pennsylvania. Sono attualmente sotto contratto con la Hopeless Records.
La band prende il nome da un saggio intitolato The Wonder Years, che era stato scritto da uno degli educatori del doposcuola del cantante Dan Campbell.

## Formazione

### Formazione attuale
- Dan "Soupy" Campbell – voce
- Matthew Brasch – chitarra, cori
- Josh Martin – basso, cori
- Casey Cavaliere – chitarra, cori
- Nick Steinborn – sintetizzatore, chitarra, cori
- Mike Kennedy – batteria

### Ex componenti
- Mikey Kelly – sintetizzatore, cori

## Discografia

### Album in studio
- 2007 – Get Stoked on It!
- 2010 – The Upsides
- 2011 – Suburbia I've Given You All and Now I'm Nothing
- 2013 – The Greatest Generation
- 2015 – No Closer to Heaven
- 2018 – Sister Cities
- 2022 – The Hum Goes On Forever

### Raccolte
- 2009 – I Refuse to Sink: A Collection of Prior Recordings
- 2013 – Sleeping On Trash: A Collection Of Songs Recorded 2005-2010

### EP
- 2007 – 2007 Tour EP
- 2007 – Get Stoked On It!
- 2008 – Won't Be Pathetic Forever
- 2009 – 2009 5 Song Radio EP
- 2013 – Manton Street
- 2017 – Burst & Decay (An Acoustic EP)

### Singoli
- 2010 – Leavenhouse. 11:30.
- 2011 – Don't Let Me Cave In
- 2011 – Came Out Swinging
- 2013 – Dismantling Summer